# پائولو سیمیون
پائولو سیمیون (ایتالیایی: Paolo Simion؛ زادهٔ ۱۰ اکتبر ۱۹۹۲) دوچرخه‌سوار اهل ایتالیا است.
از باشگاه‌هایی که در آن رکاب زده‌است می‌توان به باردیانی–سی‌اس‌اف اشاره کرد.